# Rue Jean-Richepin
Pour les articles homonymes, voir Richepin.
La rue Jean-Richepin est une voie du 16e arrondissement de Paris, en France.

## Situation et accès
La rue Jean-Richepin est une voie publique située dans le 16e arrondissement de Paris. Elle  commence au 39-41, rue de la Pompe et finit au 40-46, boulevard Émile-Augier.
À l'Est, elle se situe dans le prolongement de la rue Nicolo.
Le quartier est desservi par la ligne 9 à la station La Muette ; la gare de l'avenue Henri-Martin et la gare de Boulainvilliers de la ligne C se situent à proximité, l’une au nord et l’autre au sud.

## Origine du nom

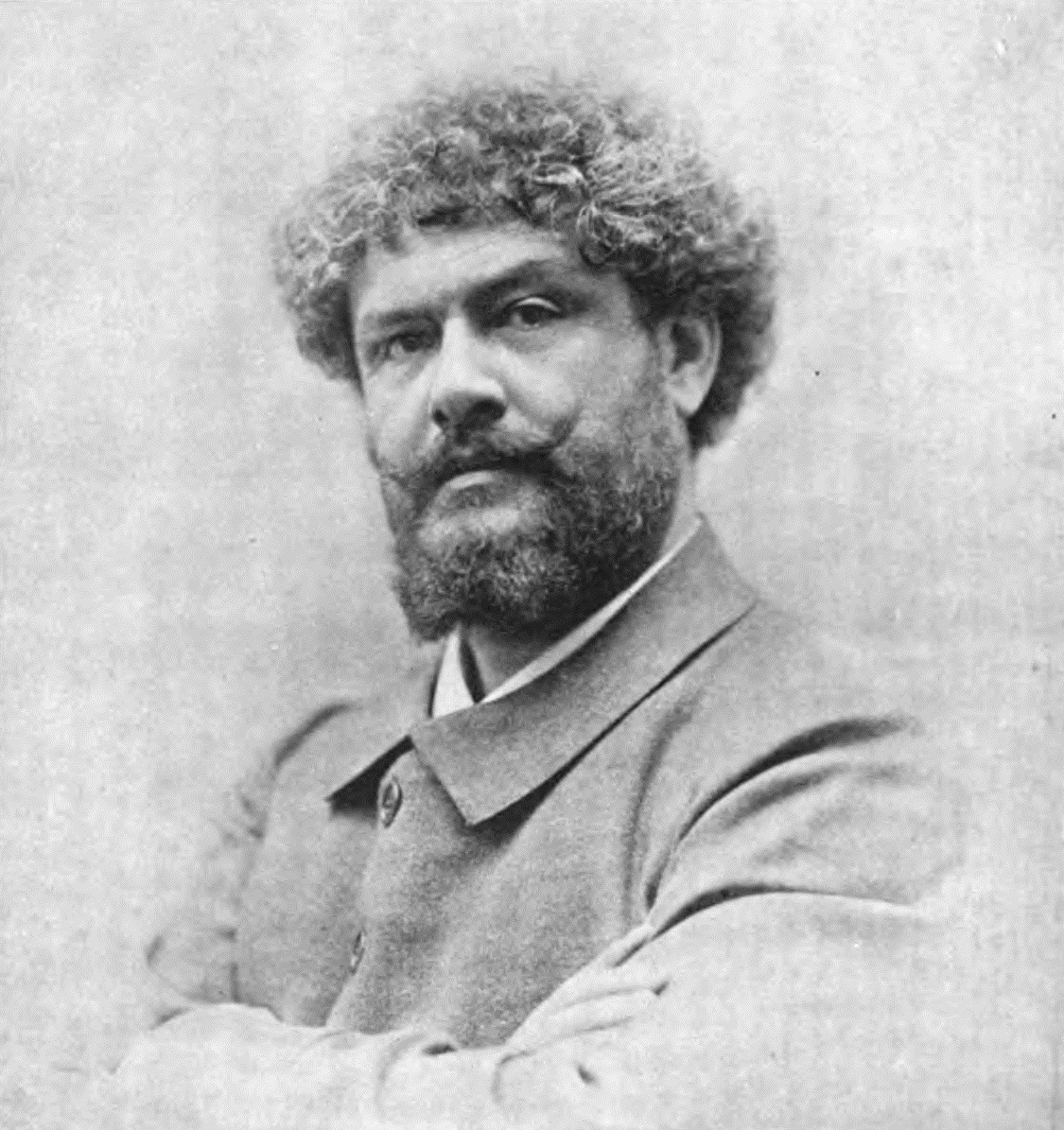
Jean Richepin, photographié par Otto vers 1899.

Cette rue a été nommée en l'honneur du poète français Jean Richepin (1849-1926). Il habitait dans le quartier, rue de la Tour, et y est mort.

## Historique
Cette voie est ouverte sous le nom de « rue Camille-Charpentier » en 1913[réf. souhaitée] avant de prendre le nom de « rue Émile-Augier », du nom du poète et dramaturge Émile Augier, et enfin sa dénomination actuelle en 1950.
Il ne faut pas confondre cette voie avec le boulevard Émile-Augier voisin.

## Immeubles remarquables et lieux de mémoire
- En 2016, la fille du président djiboutien Ismail Omar Guelleh, Fatouma-Awo Ismail Omar, achète un appartement dans cette rue pour près de 2 millions d’euros[2]. À la suite d’une plainte de l’association anticorruption Sherpa, cet appartement est perquisitionné le 14 mars 2022 par l’Office central pour la répression de la grande délinquance financière (OCRGDF), intervenant dans le cadre des dossiers dits de « biens mal acquis »[3].
- Nos 1-7, à l'angle de la rue de la Pompe : ancien centre de tri postal datant des années 1970, transformé en hôtel de luxe en 2018 par Philippe Starck[4],[5].

- No 8 : bel immeuble non signé richement décoré. Remarquable qualité de la pierre.
- No 14 : le journaliste Paul Desachy, auteur d'un Répertoire de l'affaire Dreyfus 1894-1899 (1905), y habitait en 1933 (lettre de 1933 à cette adresse).